# Fred: The Movie
Pour plus de détails, voir Fiche technique et Distribution.
Fred: The Movie est un film américain réalisé par Clay Weiner, sorti en 2010. Il est basé sur les aventures de Fred Figglehorn, personnage créé par Lucas Cruikshank sur YouTube. Le film a connu deux suites : Fred 2: Night of the Living Fred en 2011 et Fred 3: Camp Fred en 2012.

## Synopsis
Fred est amoureux de Judy et il est dévasté quand son rival Kevin est choisi pour chanter en duo avec elle.

## Fiche technique
- Titre : Fred: The Movie
- Réalisation : Clay Weiner
- Scénario : David A. Goodman et Lucas Cruikshank
- Musique : Roddy Bottum
- Photographie : Scott Henriksen
- Montage : Ned Bastille
- Production : Gary Binkow, Lucas Cruikshank, Brian Robbins, Sharla Sumpter Bridgett et Evan Weiss (producteurs délégués)
- Société de production : The Collective Studios, Derf Films et Varsity Pictures
- Pays :  États-Unis
- Genre : Aventure et comédie romantique
- Durée : 81 minutes
- Dates de sortie : 
  - États-Unis : 18 septembre 2010

## Distribution
- Lucas Cruikshank : Fred Figglehorn / Derf
- Pixie Lott : Judy
- Jake Weary : Kevin
- Jennette McCurdy : Bertha
- John Cena : le père de Fred
- Siobhan Fallon Hogan : la mère de Fred
- Jack Coughlan : Fred enfant

## Accueil
Le film a reçu de mauvaises critiques. Peter Bradshaw pour The Guardian donne au film la note de 1/5 et le qualifie d'« incroyablement irritant ».